# Нибур, Хельмут Ричард
Хе́льмут Ри́чард Нибу́р (англ. Helmut Richard Niebuhr; 3 сентября 1894, Райт Сити, округ Уоррен, штат Миссури, США — 5 июля 1962, Нью-Хейвен, Коннектикут, США) — американский протестантский теолог и историк теологии культуры, специалист в области христианской этики; общественный деятель и писатель. 
Ввёл в научный оборот понятие «деноминация», как промежуточный типологический вид религиозного объединения между «церковью» и «сектой». Младший брат теолога, социального философа и политолога Рейнгольда Нибура.

## Биография
Родился 3 сентября 1894 года в г. Райт Сити округа Уоррен штата Миссури в семье пастора Евангелического синода Северной Америки Густава Нибура, который во второй половине XIX века эмигрировал из Германии в США. В 1902 году семья переехал в г. Линкольн штата Иллинойс.
В 1912 году окончил Эльмхёрстский колледж, а в 1915 году Иденскую теологическую семинарию. В 1918 году получил степень магистра в Университете Вашингтона в Сент-Луисе и в 1924 году доктора философии в Йельском университете.
В 1915—1916 годах работал журналистом в Линкольне.  
В 1916—1918 годах — пастор церкви Евангелического синода Северной Америки в Сент-Луисе. Живя здесь он стал членом и главой Объединённой церкви Христа в г. Уэбстер Гровс штата Миссури и в 1919—1924 и 1927—1931 годах преподавал в Иденской теологической семинарии. 
В 1924—1927 годах — президент Эльмхёрстского колледжа. 
С 1931 года — профессор теологии и христианской этики Йельской богословской школы Йельского университета. 

## Научная деятельность
Для ранней творческой деятельности Нибура свойственно следование идеям социального евангелизма, пользовавшегося в то время большой популярностью, этическое содержание которых он использовал для осмысления значения и того места, которое в жизни современного человека занимает христианская церковь. Теоретическое воплощение данные взгляды нашли в таких трудах Нибура, как «Значение Откровения» (англ. The Meaning of Revelation), «Социальные истоки вероисповеданий: очерк христианской моральной философии» (англ. The Social Sources of Denominationalism: An Essay Christian Moral Philosophy) и «Царство Божие в Америке» (англ. The Kingdom of God in America).
В 1929 году в работе «Социальные истоки деноминационализма» (англ. The Social Sources of Denominationalism: An Essay Christian Moral Philosophy) внёс вклад в развитие социологической теории «церковь—секта», выдвинутой немецким социологом Максом Вебером в 1906 году и развитой коллегой Вебера Эрнстом Трёльчем в 1912 году. Обратив внимание на то, что чисто сектантский тип организации (рассматривавшийся его предшественниками) оказывается действительным только для одного поколения, он указал, что после смерти своих основателей секты утрачивают типичные черты: изоляционизм и элитарность уступают место готовности принять в свои ряды всех, кто разделяет вероучение; также утрачивает своё значение принцип добровольности вступления в секту, поскольку секты, существующие уже не один десяток лет, пополняются преимущественно детьми единоверцев; управление в секте со временем также уподобляется церковному; кроме того, происходит догматизация вероучения. Этот тип религиозных объединений Нибур обозначил как деноминации, поскольку они уже не секты, но ещё не церкви, так как не могут претендовать на универсальность. Секта—деноминация—церковь, согласно Нибуру, являются закономерными этапами в процессе развития религиозного объединения.
В дальнейшем на развитие его взглядов значительное влияние было оказано со стороны возникшей в Германии в начале 1920-х годов неоортодоксии (в 1933 году Хельмут и Рейнгольд даже пригласили одного из теоретиков данной школы Пауля Тиллиха приехать в США). При этом Нибур предпринял попытку преодолеть крайний подход последней в понимании отношений между религией и культурой, что нашло отражение в выходе в 1951 году программной работы «Христос и культура» (англ. Christ and Culture), где он обратил внимание на противопоставление культуры Иисусу Христу, а не религии, чему свидетельством является «антропологизация» религиозного сознания. Таким образом Нибур продолжил развитие ставшей уже привычной для протестантского модернизма стремлении осуществить секуляризацию религии, включая десакрализацию («очеловечивание») образа Иисуса Христа, которая своего наивысшего подъёма достигала в социальном евангелизме, поскольку Христос встал восприниматься не только как тот, кто обладает новой моралью, но и как участник непосредственно вовлечённый в социокультурные процессы сотворения «Царства Божьего на Земле». Благодаря этому Нибур получил возможность провести границу между своим видением и традицией культурного негативизма в христианстве.
Нибур считал, что существуют два вида решения вопроса о соотношении Иисуса Христа и культуры: 1) крайние и явно противоположные 2) промежуточные варианты отражённые в самых разных направлениях богословской и богословско-философской христианской мысли. В самой же христианской мысли им были выделены пять культурологических концепций: 1) «Христос против культуры» (или концепция «иррелигиозности культуры») имевшая место у Карла Барта, Сёрена Кьеркегора и Тертуллиана. Здесь светская культура является плодом человеческих греховных деяний и поэтому культура отделена от религии, которая в свою очередь оказывается вытесненой в область личной жизни людей) 2) «Христос в культуре» (или концепция «панрелигиозности культуры»). Её придерживались протестантские модернисты, среди которых такие «культур-теологи», как Альбрехт Ричль и Эрнст Трёльч. Представители этого направления пытались особое внимание уделить вопросу неразрывности и в том числе слитности Христа и культуры. В условиях когда культура и цивилизация пребывают в кризисном состоянии Христос выступает в качестве реформатора социальной жизни, хотя это не согласуется с основной христианской концепции). В свою очередь Нибур занимает сторону культурологических построений, где на рассмотрение представлены всевозможные способы сближения культуры и религии: 1) «Христос над культурой» (католическая культуролого-теологическая концепция); 2) «парадокс между Христом и культурой» (к данной концепции был близок Мартин Лютер) 3) «Христос выступает как преобразователь культуры» (отражена в творчестве Блаженного Августина и Жана Кальвин). Нибур считал, что перечисленные культурологические концепции возникают в определённых культурно-исторических обстоятельствах, возникающих в ходе того как различные национальные культуры ассимилируют христианство, что влечёт за собой изменение представлений о личности Иисуса Христе и той роли которую он играет в культуре. Христос во всех случаях провозглашался в качестве части человеческой культуры поскольку Он Сам является частью общественного наследия, которое люли обязаны сберечь и передать другим поколениям. В работе «Христос и культура» достаточно отчётливо Нибур наметил моральный подход к личности Иисуса Христа, что способствовало складыванию его собственной концепции этической теологии — «социальный экзистенциализм». В вышедшем в 1955 году цикле лекций «Христианская этика: источники живой традиции» (англ. Christian Ethics: Sources of the Living Tradition) он развил эти идеи и внёс в них дополнения. Хотя Нибур и являлся сторонником теологии кризиса, однако, в отличие от Пауля Тиллиха, Райнгольда Нибура и Бернарда Юджина Меланда, он отказался от индивидуализма и субъективной диалектики свойственных для экзистенциализма, поскольку считает, что моральная основа экзистенции заложена в религиозной вере.
Занимаясь изучением десакрализации и секуляризации культуры, пользовавшихся большим успехом в «теологии кризиса», Нибур пришёл к мысли, что современная культура только с внешней стороны представляет собой противопоставление светского и секулярного. В отличие от своего старшего брата, объяснявшего истоки кризиса западной культуры опираясь на христианскую концепцию первородного греха, Нибур предложил размежевать понятия «религия» и «религиозная вера», благодаря чему мог связывать с религией, которая погружена в мирскую суету, происходящие кризисные процессы. Историю мировой культуры он рассматривал как поле битвы самых разных видов религиозной веры (радикальный монотеизм, политеизм и генотеизм, в основе которых заложены различные способы объяснения места Христа в человеческом сообществе, как и вопросов ответственности личности перед Богом и толкования христианской этики. Нибур считал, лишь переход к радикальному монотеизму будет способствовать прекращению дробления деятельности человека на различные сферы и повторному обретению чувства целостности и полноты жизни, что оставит глубокий след на личности также стремящейся к целостности. Несмотря на то, что в обществе у человека постоянно возникают вопросы экзистенциального характера, однако лишь с возникновением проблемв обоснования морального выбора происходит его приобщение к религиозной вере представляющей собой уверенность в существовании абсолютного начала бытия. Вопрос о существовании мира Нибур видел в синтезе двух миров — мира благодати и мира культуры, в основу которого должен быть положены единый взгляд на мир, единая этика и приняты во внимание интересы различных классов и наций.

## Научные труды
- The Social Sources of Denominationalism (1929)
- The Kingdom of God in America (1937)
- The Meaning of Revelation (1941)
- Christ and Culture (1951)
- The Purpose of the Church and Its Ministry (1956)
- Radical Monotheism and Western Culture (1960)
- The Responsible Self (1962)
- Faith on Earth: An Inquiry into the Structure of Human Faith (1989).

### Переводы на русский язык
- Средоточие ценности. // Культурология. XX век: Антология. Аксиология. М., 1996
- Христос и культура. Избранные труды Ричарда Нибура и Райнхольда Нибура. / Сост. Л. С. Гуревич, С. Я. Левит. — М.: Юристъ, 1996. 575 с. — (Лики культуры)